# Трансваал (Солун)
Трансваал е южен квартал на град Солун, Гърция.

## История
Трансваал започва да се оформя в периода след 1889 година, когато е построен булевард „Хамидие“, след като е разрушена източната крепостна стена на Солун. През 1892 година кварталът се свързва с основната част на града с конен трамвай (омнибус), а от 1908 година вече с електрически.
Царевна Миладинова пише за Трансваал:
| „ | Майстори зидари и селяни, почувствували се натясно в този квартал [Пиргите], преминаха Сухата река и потърсиха на два километра източно от него нови пространства за заселване и нови полета за обработване. Окупираха ги. Закупиха ги от солунската община и построиха най-напред петнадесет къщурки и скромно училище, а само след няколко години – отлична училищна сграда, а също така – стотици български къщи, обитателите на които работеха предимно в близките керемидени и брашняни фабрики "Алатини". Там, в тези фабрики, те си имаха свои читалища, свои учители и даже отделни възпитатели на децата. Майсторите зидари, които живееха в този квартал, бяха трудолюбиви българи и скоро забогатяха. Те си плащаха учителите, та децата им да не отиват далече по другите български училища в другите квартали. Тези майстори в споразумение с централната българска община бяха си избрали добри ръководители, които нарекоха този нов български квартал отвъд Сухата река Трансваал, в спомен на тогава водената война от бурите в Южна Африка с Англия... Оттук, от Трансваал, който бе най-източната част на града, където имаше общирни марсови полета за игри и където хилядите учещи се от българските училища на Солун привечер правеха своите излети, се виждаха далече през слабата мъгла на залива, посят с мачти и корабни комини, българските квартали на Вардарията, а в дъното на тази прелест отвъд полето – туловищата на легендарните български планини Кожух и Паяк. | “ |